# Blåbandsrörelsens sång
Blåbandsrörelsens sång är en kampsång med tre verser, använd inom den svenska Blåbandsrörelsen.
Texten är skriven av Folke Nordangård. Två melodier har använts. Då den första ofta ansågs för svårsjungen lanserades istället melodin till den andliga sången "Ett stilla barnahjärta".

## Innehåll
Första versen avslutas trosvisst med att blåbandsfolket tända en värld med sin idé.
Den sista versen slutar enligt följande:
Med Gud skall gamla, unga
mot gryningslandet gå
och våra skaror sjunga
inunder fanor blå.